# Cultura wari
La cultura wari o huari fou una civilització andina que va créixer al bell mig dels Andes si fa no fa des del segle VII fins al XIII, i arribà a expandir-se des dels actuals departaments peruans de Lambayeque pel nord, Moquegua pel sud, fins a la selva del departament del Cusco per l'est.
La ciutat més gran d'aquesta cultura és Wari: és a uns 20 quilòmetres al nord-oest de l'actual Ayacucho. Aquesta ciutat fou centre d'un imperi que cobria la major part de la serra i la costa del Perú actual. L'Imperi wari edificà centres arquitectònics notables en moltes de les seues províncies, com ara Cajamarquilla o Piquillacta. És, junt amb l'Imperi Inca, una dels dues úniques cultures considerades «imperials» de l'hemisferi sud.
La seua activitat primordial era de caràcter militar. Combateren de banda a banda del territori peruà. També tenien grans centres religiosos com Pachacámac a Lima.

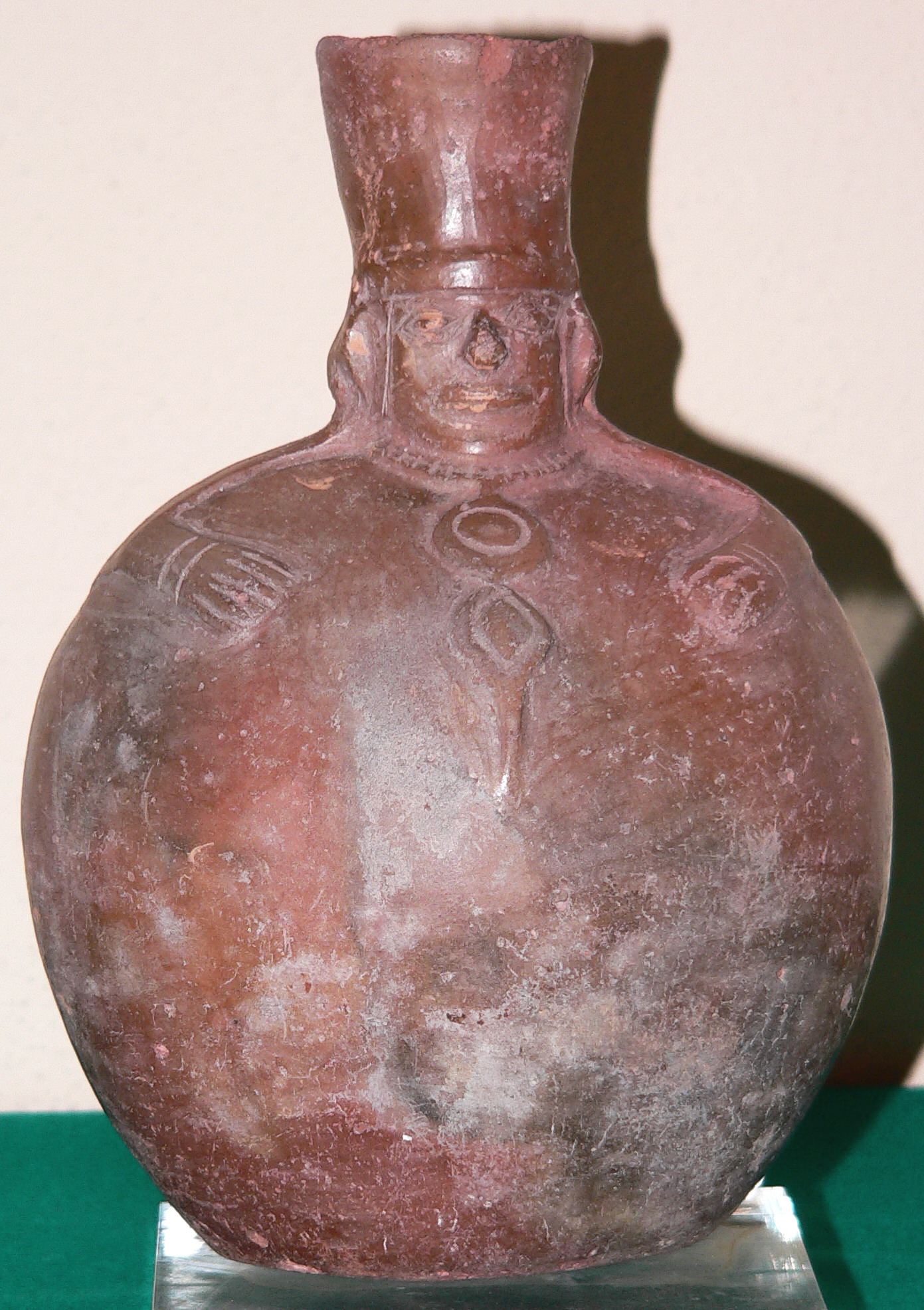
Atuell wari

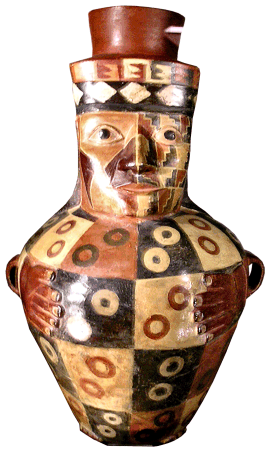
Huaco wari

## Periodificació de la cultura wari
La cultura wari fou una cultura politicosocial estatal que sorgeix entre el 550 i el 900 (tot i que hi ha discrepàncies sobre les dates entre alguns investigadors). Dorothy Menzel divideix la cultura wari en sis etapes: 1A, 1B, 2A, 2B, 3 i 4.

### L'etapa 1A

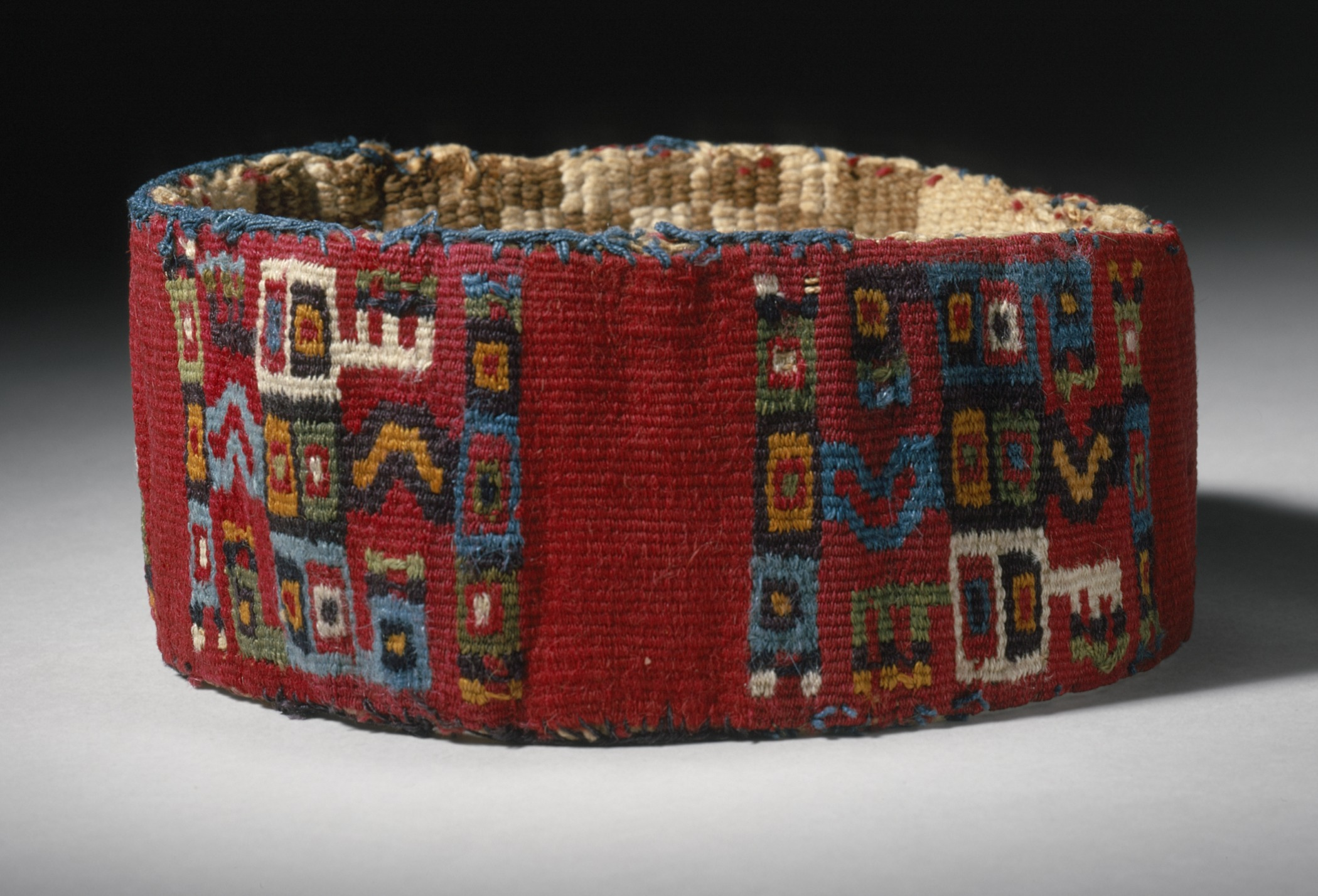
Braçalet wari (600-850)

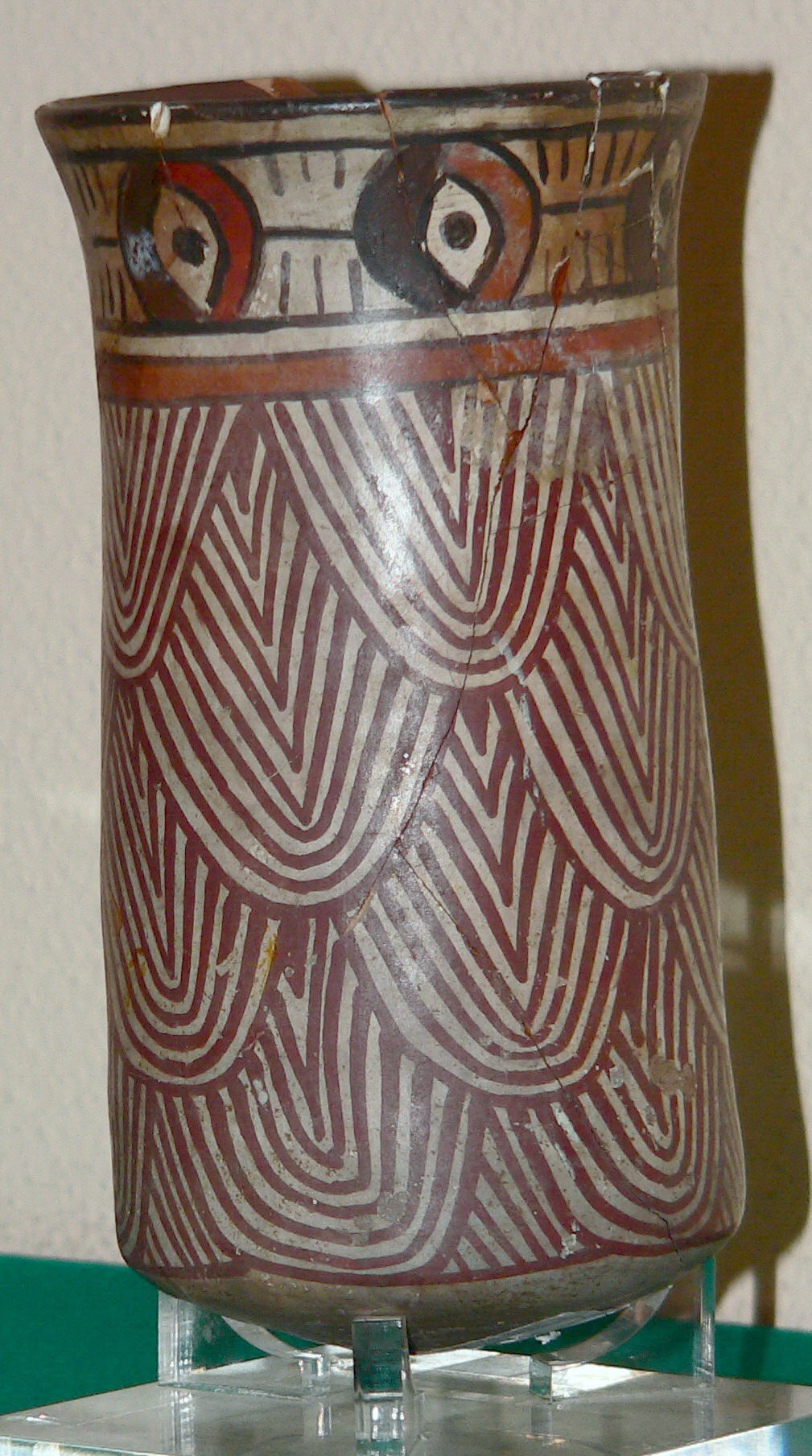
Got wari

En l'etapa 1A sorgeix la capital Wari, que dona nom a aquesta cultura. En aquest període es percep una forta influència de la mitologia tiahuanacota deduïda dels atuells trobats a Qonchopata (Ayacucho), on es representa reiteradament el tema plasmat a la Portada del Sol de Tiwanaku.
Hi ha dos estils terrissaires waris representatius d'aquest període, denominats «qonchopata» i «chakipampa A». La influència tiahuanacota s'evidencia també en el templet semisubterrani de la ciutat de Wari. Durant aquest període destaquen alguns enclavaments a la costa d'Ica i Moquegua.

### L'etapa 1B
En aquesta etapa el tret principal són els grans canvis en l'estructura sociopolítica wari. La ciutat de Wari creix per la migració provinent de les zones rurals. En l'àmbit polític, l'estat wari s'enforteix i s'amplia; creixen els centres provincials d'Honqo pampa i Willcawaín, al carreró de Huaylas; Wiracochapampa i Marcahuamachuco a La Libertad i Pikillaqta a Cusco. Les evidències arqueològiques afirmen el posicionament wari a la costa central i sud; i algunes evidències arqueològiques a la vall del Santa.
Es funden llocs com Wariwilca, Jincamoco i Waywaka, tots interconnectats per xarxes viàries.
Els indrets al nord de Wari evidencien l'adaptació dels estils arquitectònics dels wari als estils locals, alterant algunes idees i assimilant-ne d'altres.
En la terrisseria sobreïxen els estils denominats «Robles moqo», «Chakipampa B» i «Pacheco», aquest darrer associat a un jaciment arqueològic d'importància a l'àrea de Nazca.

### Les etapes 2A i 2B
Durant l'etapa 2A i 2B hi ha evidències d'una reestructuració política i una darrera expansió; amb una centralització encara més gran del poder a la ciutat de Wari. La capital arriba a la màxima extensió i major índex demogràfic, i naixen noves urbs perifèriques com Jargampata i Azángaro a San Miguel i Huanta, respectivament.
Els estils terrissaires predominants durant el període 2A eren «viñaque», «atarque» i «pachacamac». Sorgeixen, a més a més, els llocs costers de Socos (a la vall del Chillón) i Conoche (a Topará).
En l'època 2B, la cultura wari s'expandeix fins a la ciutat de Cajamarca, es consolida en la zona muntanyenca de la Libertad i Moquegua, i avança fins a Sicuani.
Quant a religió, Pachacamac guanya prestigi durant el període 2A, i en el període 2B propaga la seua influència artística cap a la zona d'Ica i Huancayo.

### Etapes 3 i 4
Aquestes són les etapes de la decadència de la cultura wari. En l'etapa 3 s'inicia la decadència de la capital; el lloc de Pachacámac, però, manté el seu prestigi religiós; i a Huarmey es veu la influència en l'arquitectura dels wari.
En l'etapa 4 comença un període de dessecament de la serra, un canvi climàtic que perduraria un llarg espai de temps i que possiblement siga la causa del col·lapse de l'estat panandí wari.

## L'Imperi wari (600 a 1200)
La presència del Déu de les Vares als atuells trencats wari, que s'assembla a una divinitat que apareix gravada a la Porta del Sol de Tiwanaku, indicaria la influència cultural tihuanaca.
Aquesta imatge apareix dibuixada en unes grans urnes d'Ayacucho que es coneixen com a "estil conchopata", doncs aquest és l'indret on aparegueren per primera vegada. La influència de Tiahuanaco, així com la de Nazca, seria crucial en la formació cultural i religiosa d'aquesta civilització.
A Ayacucho va existir la cultura huarpa, que estengué importants contactes econòmics amb Nazca, i feu que a Ayacucho es produís un notable desenvolupament de l'artesania i la cultura.
Els huarpa abandonaren els seus pobles per reunir-se a la ciutat de Wari i altres de properes. Aquests pobladors tenien una llarga tradició militar per les constants lluites pels recursos de les muntanyes.
Aquestes són les condicions que permeten el trànsit de huarpa a wari, entre els anys 560 a 600; s'hi elaborava una ceràmica cerimonial coneguda com «robles moqo», que té una àrea major que inclou si més no les àrees d'Ayacucho, Ica, Nazca, la vall del Santa i per la serra fins al Carreró de Huaylas.
A la ciutat de Wari es poden observar edificacions monumentals com edificis públics de diferents tipus, mausoleus, temples i residències, i les més conegudes en són les del sector denominat Uspa Qoto, Capillayoq. Al sector anomenat Cheqowasi hi ha unes caixes de pedra molt ben llaurades, una mena de mausoleus amb cambres subterrànies.
Degueren servir per a la preservació de cadàvers d'importants dignataris de la ciutat.
Al peu dels murs que delimiten els edificis hi ha una gran xarxa de canals per al proveïment de l'aigua.
Cobreix una extensió aproximada de 120 hectàrees en la part més densa, on viurien uns milers de famílies.
La ciutat està construïda amb pedres rústiques, amb muralles altes i terrasses de pedra i fang, amb terrasses i plataformes fetes també amb aquest material.
A la ciutat de Wari s'elaborava una fina ceràmica policroma, bells teixits també policroms, petites escultures de turquesa, joies i altra artesania.

## Influènciatiwanaku
La cultura tiahuanaco s'estenia a l'altiplà als anys 1580 ae.
Va influenciar els wari sobretot en l'aspecte religiós i cultural. En alguna de les seues ceràmiques s'aprecia la representació de divinitats amb trets antropomorfs i zoomorfs, semblant a Viracocha (Déu dels bàculs) dels tiahuanaco.
Aquesta deïtat apareix en les cultures posteriors tiahuanaco, i apareix representat a la coneguda Porta del Sol, al conjunt de Kalasasaya (a Bolívia).

### Monòlits

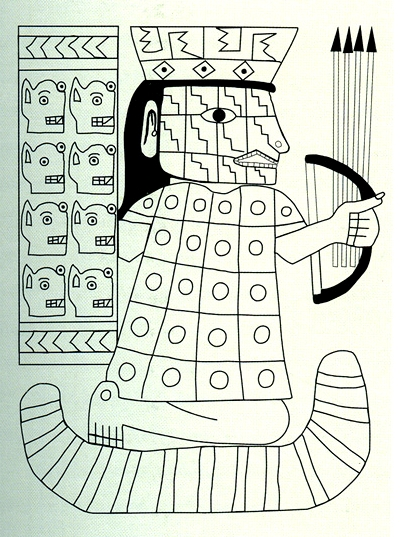
Arquer wari

Els monòlits wari tenen influència tiahuanacota, però els seus personatges no mostren les posicions severes que caracteritzen els monòlits de la civilització del Collao.
A diferència dels monòlits de Tiwanaku, no tenen ceptres ni armes, i són robusts. La semblança amb Tiwanaku són les llàgrimes als ulls (presents també en els monòlits de Ponce i Bennet).
Els monòlits wari recolzen sobre un pedestal i es guardaven en una antiga hisenda a Huacaurara fins que els traslladaren a la ciutat de Ayacucho, on es conserven ara.

## Expansió wari

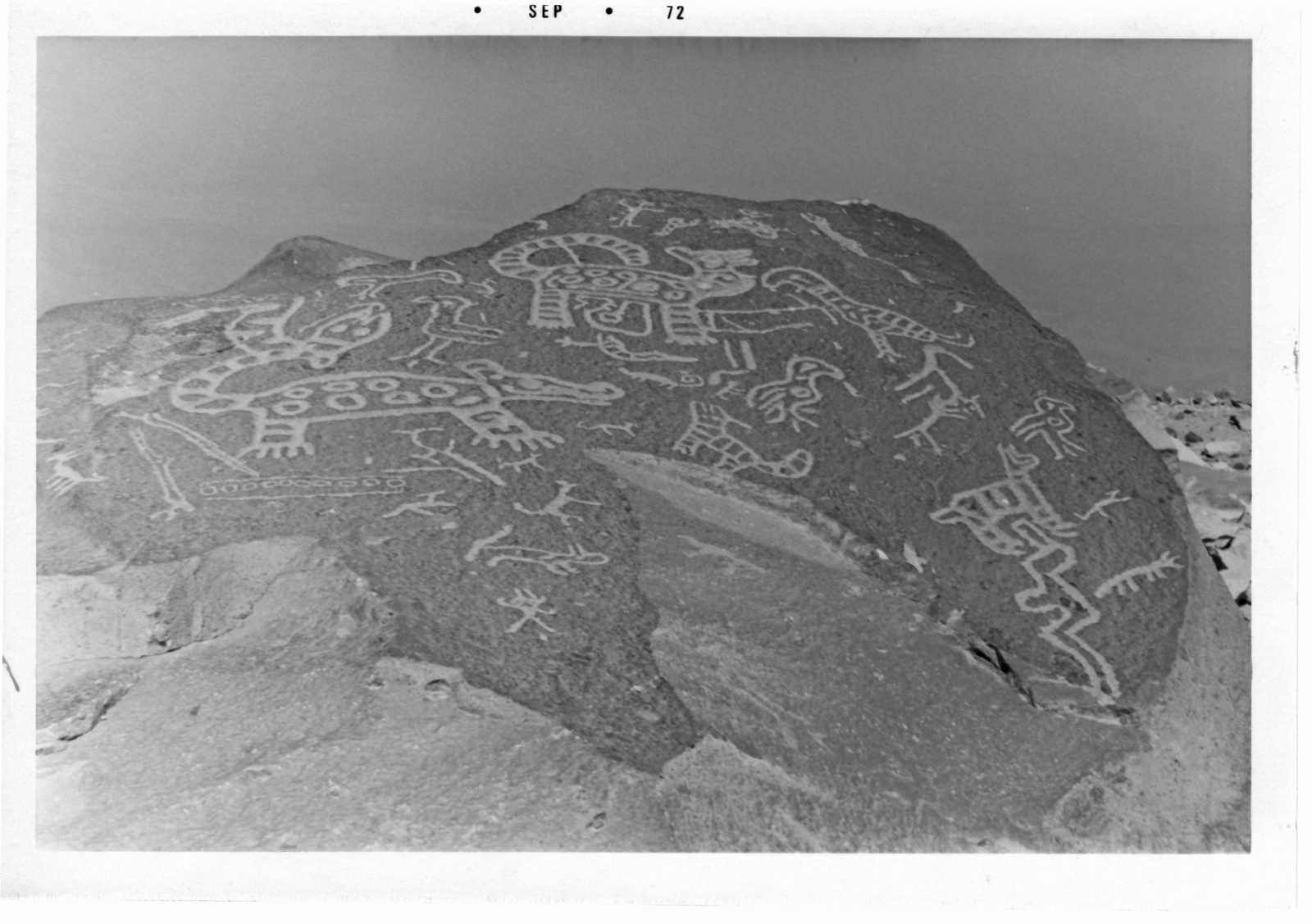
Petròglifs wari a Toro Muerto (Arequipa)

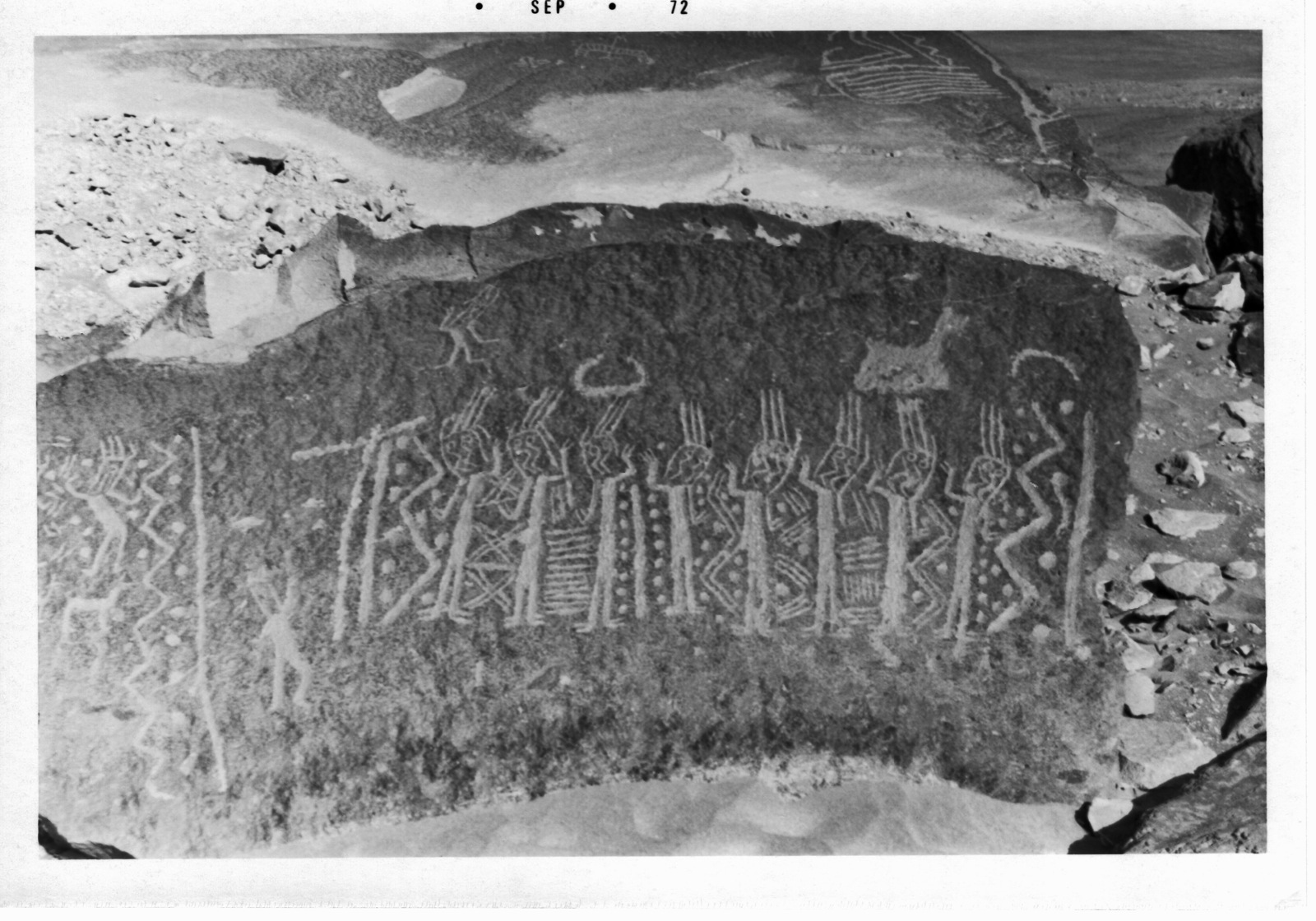
Petròglifs wari a Toro Muerto (Arequipa)

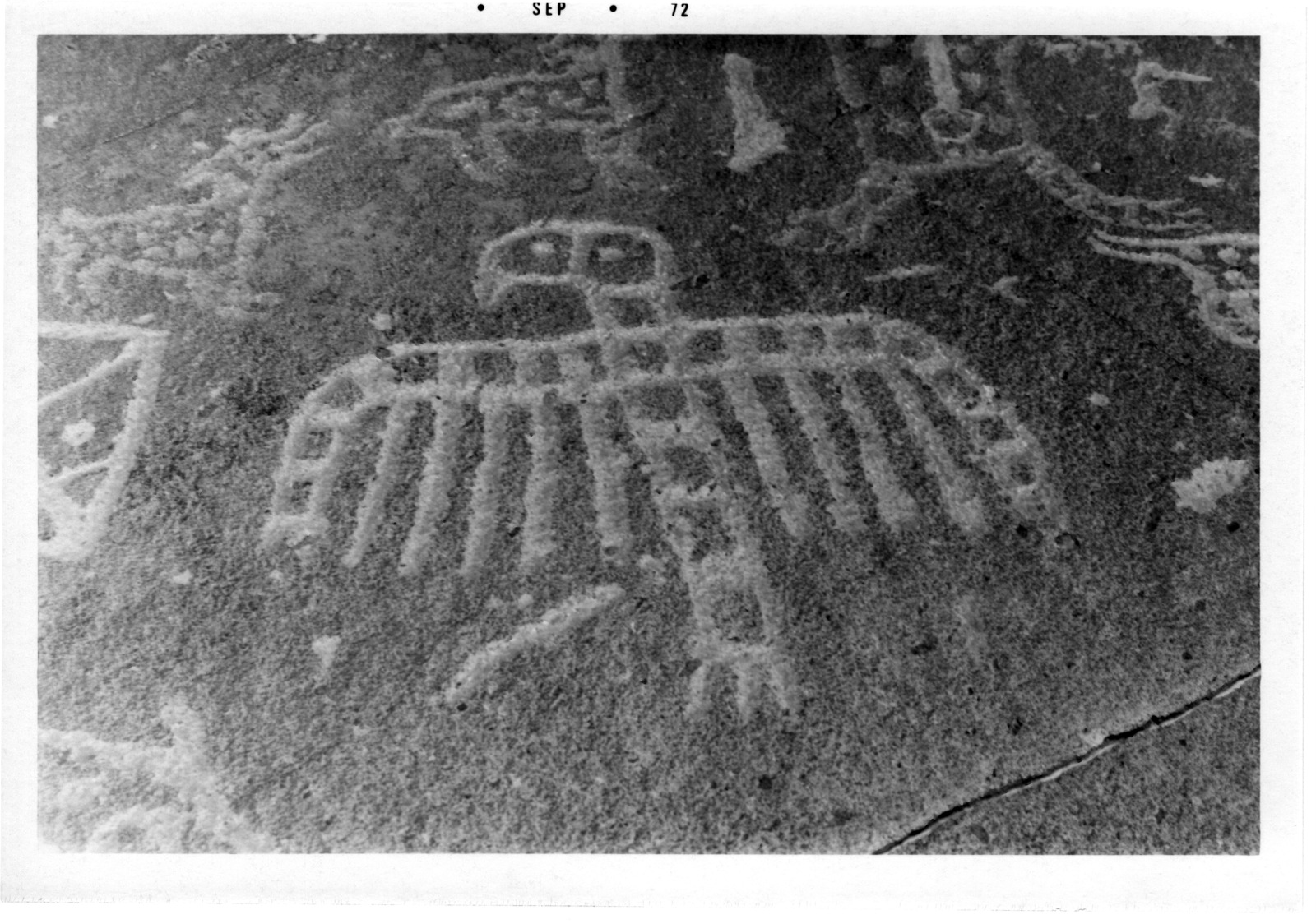
Petròglifs wari a Toro Muerto (Arequipa)

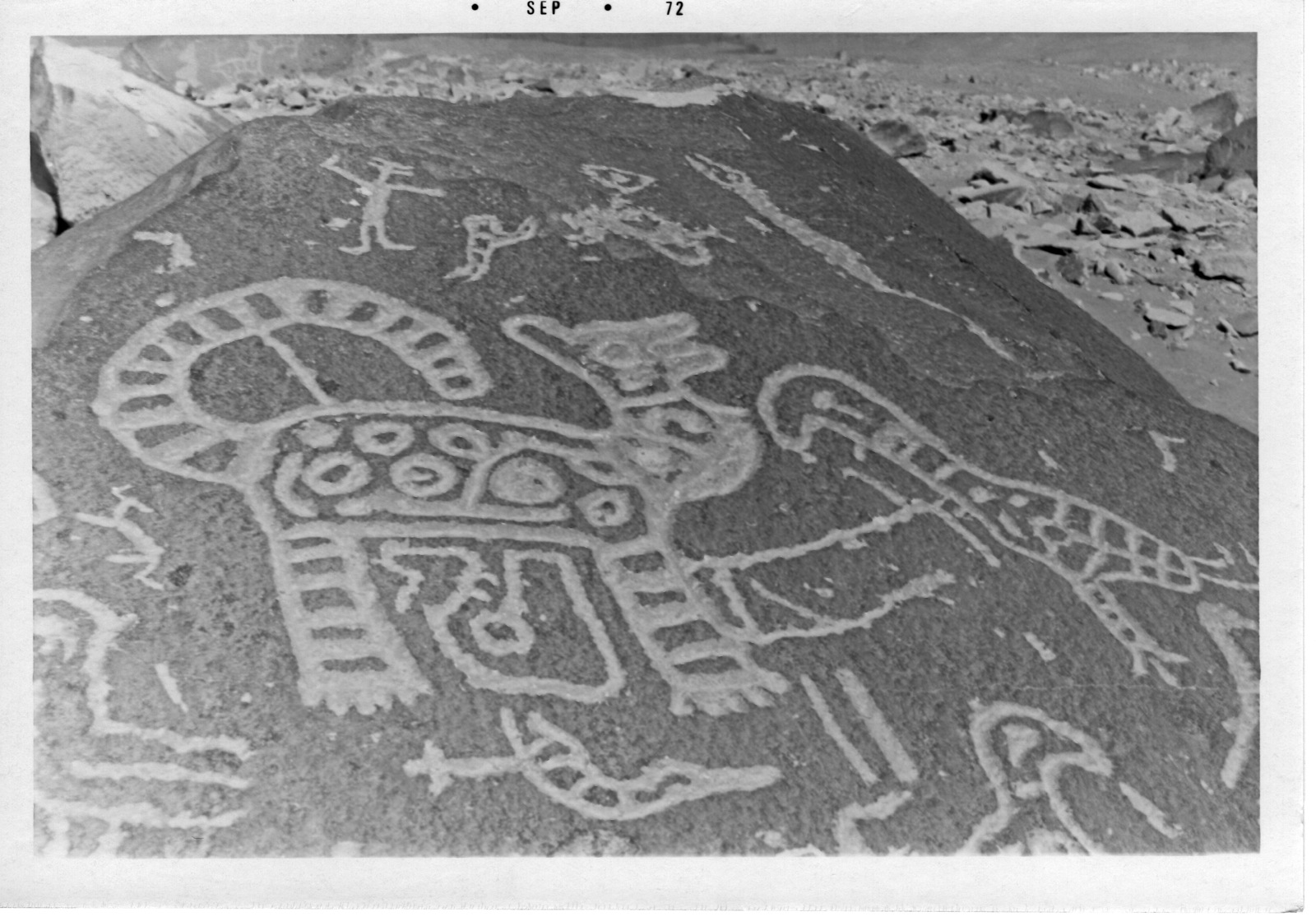
Petròglifs wari a Toro Muerto (Arequipa)

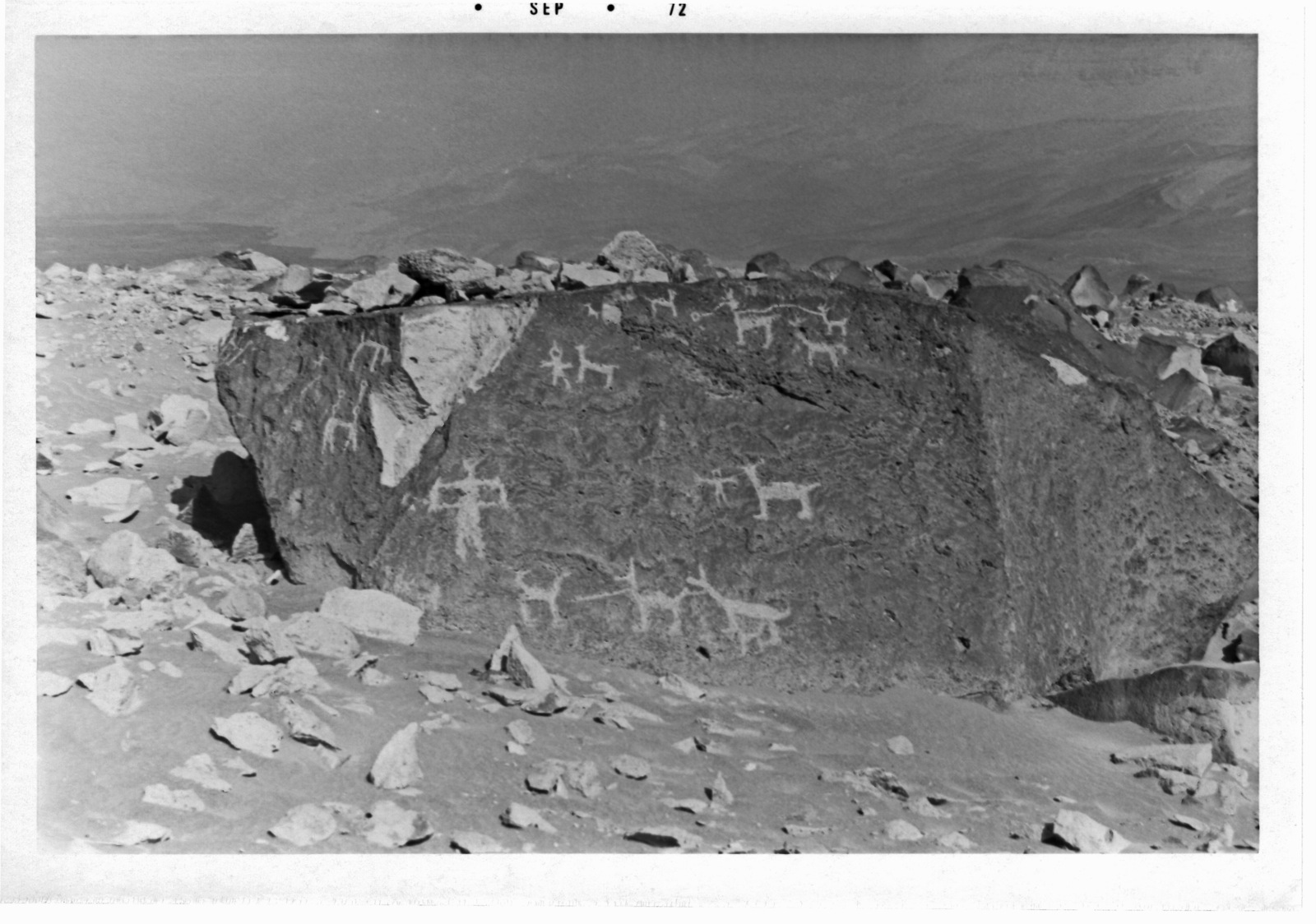
Petròglifs wari a Toro Muerto (Arequipa)

De les tres grans èpoques wari, la segona (segle VII a X) és de màxim apogeu i està representada per l'estil de ceràmica anomenat pròpiament wari, amb variants regionals:
- Viñaque,
- Atarco,
- Pachacamac,
- Qosqopo, etc.

Aquesta és l'època imperial wari, quan arriba a Lambayeque i Cajamarca (pel nord) i a Moquegua i Cusco (pel sud). Des de Cusco fins a Xile i est de Bolívia s'estenia Tiwanaku.
Els wari conquistaren els pobles propers amb un exèrcit les principals armes del qual eren destrals de pedra, porres de metall, arcs i fletxes.
Els wari introdueixen un concepte nou de vida urbana, i implanten el model de gran centre urbà emmurallat.
Les ciutats wari més conegudes són Pikillaqta (a Cusco) i
Wiracochapampa (a Huamachuco), que al seu torn són els territoris fronterers de l'imperi.
La ciutat de Wari basava l'economia sobretot en l'explotació imperial: l'explotació de les colònies que anava conquistant; tant els tributs de les colònies com altres factors de dominació permetien el manteniment de la capital.
La tercera època n'és de declinació i descomposició politicoeconòmica dels wari, amb l'abandó de la ciutat i la pèrdua del control sobre les antigues colònies.
Després del segle XI, els pobles sotmesos a l'Imperi wari s'independitzen, i Ayacucho entra en una etapa de decadència amb abandó del patró de vida urbà i tornada a una reduïda població rural vilatana, semblant a les primeres fases de Huarpa.
Les diferents zones de l'imperi s'anaren independitzant del poder de la capital i en acabant aquesta fou abandonada i saquejada. En moltes àrees es tornà a la vida basada en llogarets poc desenvolupats. Altres regions, però, tingueren una florida i es fundaren així els regnes i senyorius del període intermedi tardà com Lambayeque, Chimú, Cajamarca, Chancay, el senyoriu chincha o el protosenyoriu inca.
Tanmateix, els enfrontaments entre aquests grups no acabaren i la formació d'exèrcits, batalles i intents de conquesta continuaren fins a la fi de l'Imperi Inca.

### Presència wari al litoral

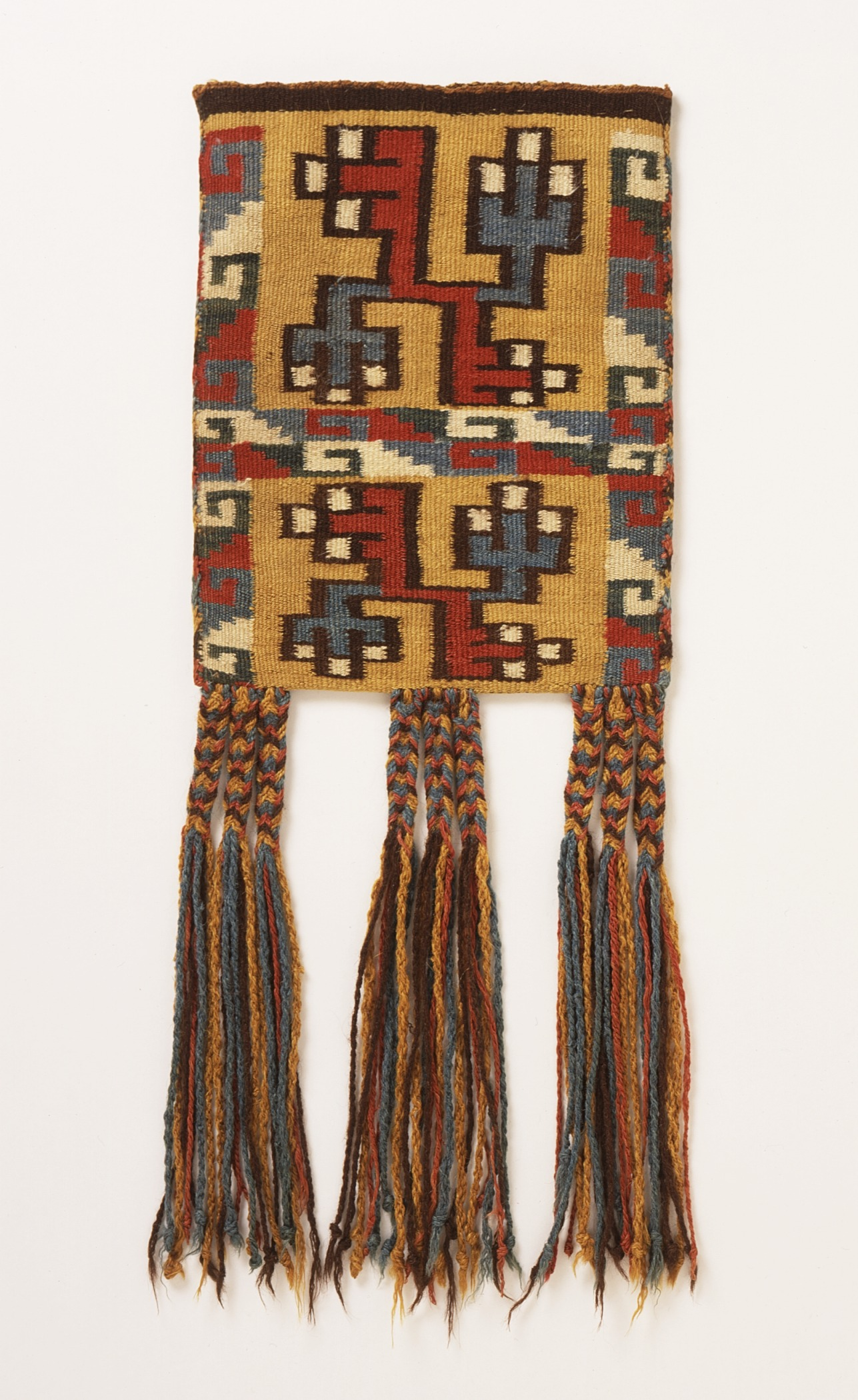
Bossa per a fulles de coca (LACMA M.74.151.16)

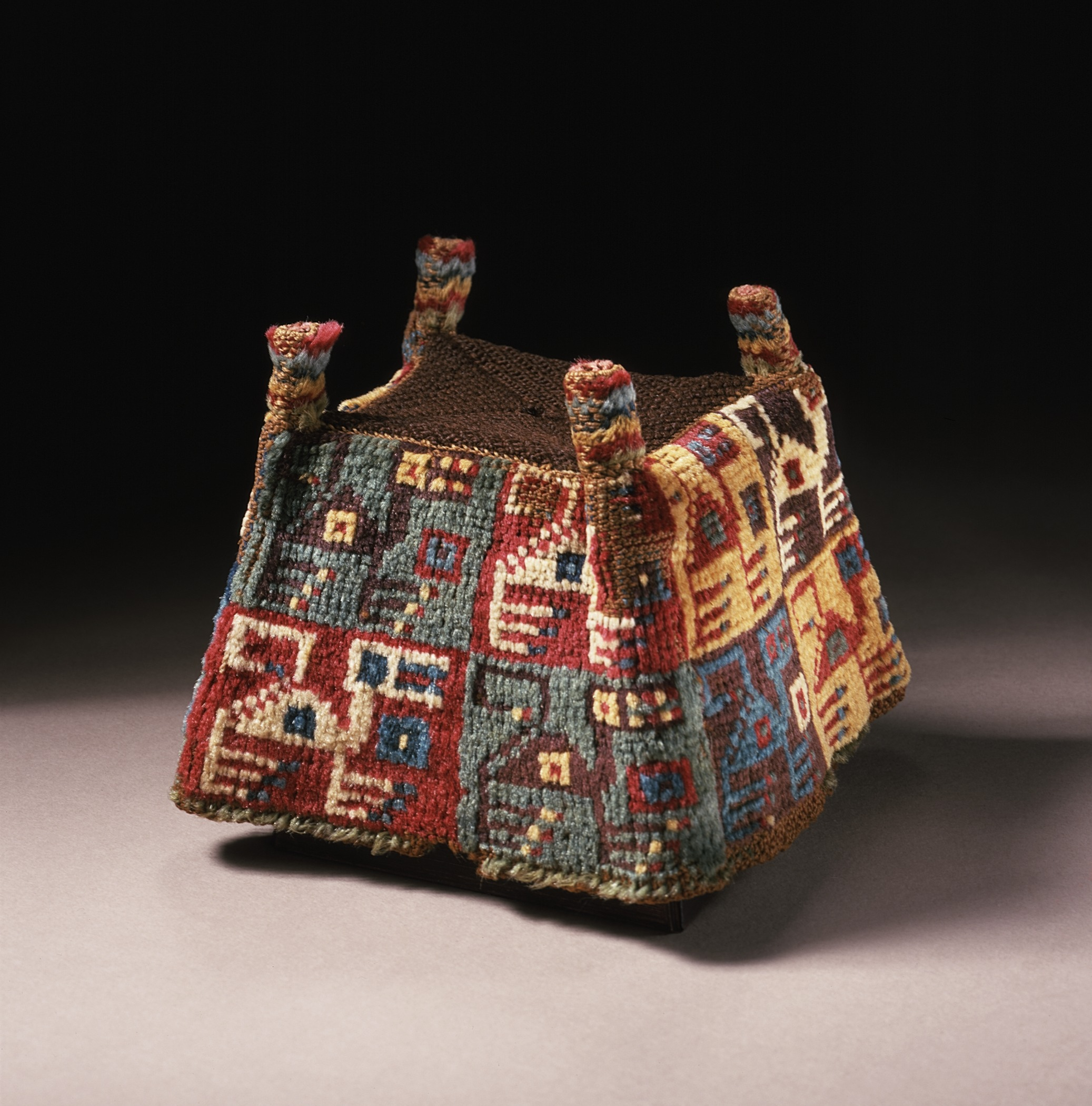
Capell wari de quatre puntes (LACMA M.79.81.2)

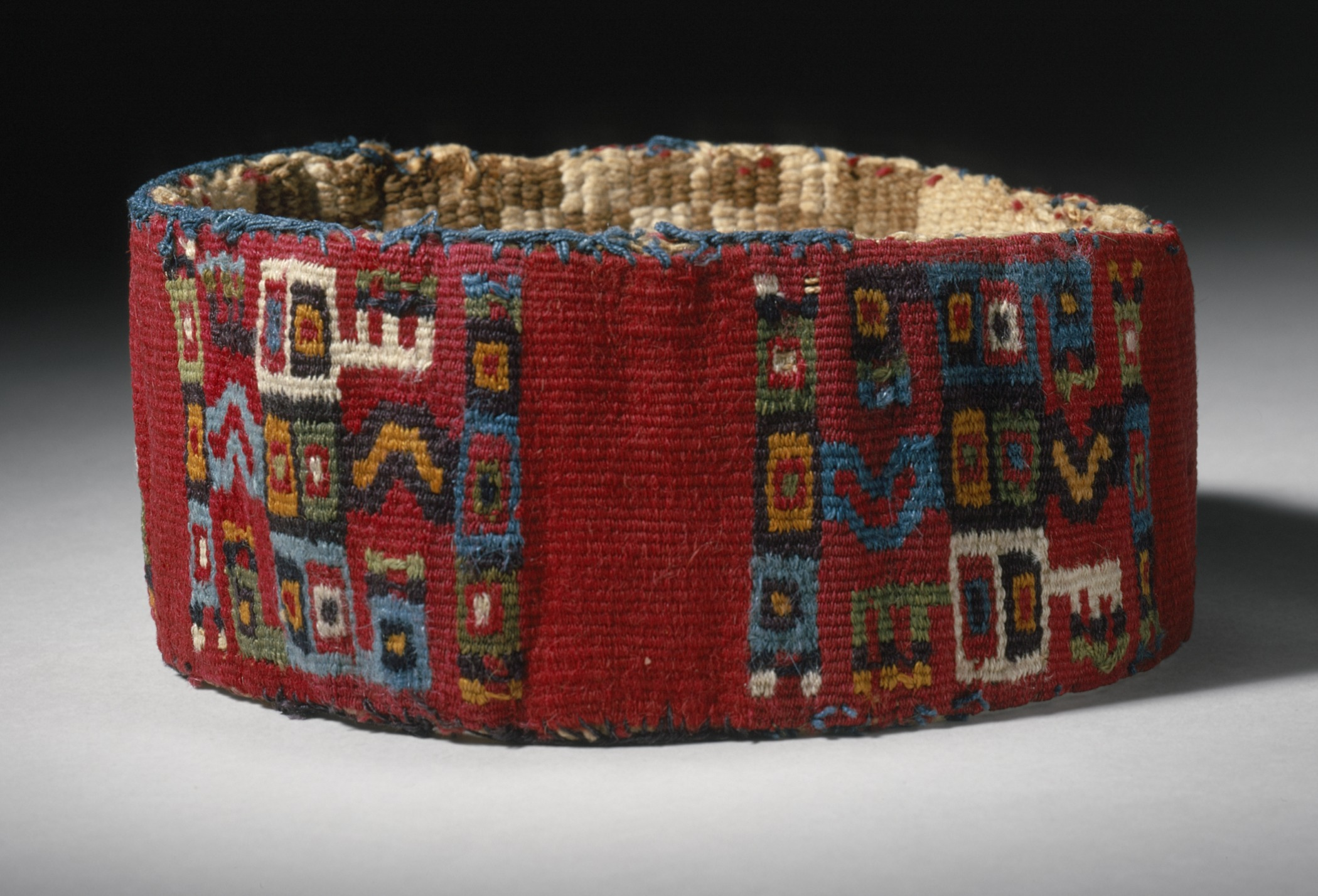
Cinta per al cap (LACMA M.74.151.17)

La costa de les actuals àrees Ica i Arequipa mostren contactes amb les cultures de les zones muntanyenques contigües des de temps anteriors als wari, i durant l'apogeu dels wari la presència en aquesta zona és innegable, tot i que les evidències manifesten que després de l'ocàs dels wari les societats d'aquesta zona canviaren de patrons culturals i es reorientaren cap a altres centres costaners. En aquesta àrea sorgeix l'estil terrissaire «atarco» de gran influència tiahuanacota, un dels estils característics del període «2A» de Wari.
Però el problema sorgeix en tractar de vincular la cultura wari a les societats de la costa central i nord, corresponent als departaments de Lima, Ancash, La Libertad i Lambayeque. Hi ha desacords entre els que investiguen aquestes zones, tot i que entre els anys 1990 i la primeria del segle XXI s'han descobert noves evidències de la incursió wari a la costa de l'actual regió de Lima.
A la costa central de l'actual Perú va nàixer la cultura Lima i a la costa nord la cultura Moche, i durant el període 1B, 2A i 2B de Wari s'evidencien canvis que provarien la ingerència wari malgrat no trobar-s'hi centres urbans amb trets arquitectòniques waris.
A la costa nord els estils terrissaires clàssics wari són absents, tot i que s'han trobat ceràmiques wari en tombes moche, però com a ofrenes. Kauffmann Doig afirma que la presència dels wari al territori mochica accelerà el procés de decadència d'aquesta darrera mentre que els mochica ja estaven en un procés de declivi. Això s'evidenciaria a partir de la ceràmica moche d'aquesta època, que deixa de ser bicolor i adopta patrons roig-negre-blanc de wari. A més el rostre del Déu de l'Aigua moche pren característiques tiahuanaco portades al nord pels wari. I si és cert que no es van construir centres administratius, sí que pogueren ser administrats des del centre de Wiracochapampa a la província de Sánchez Carrión a l'àrea muntanyenca de la Libertad. Tot i que l'arquitectura wari no s'imposà al territori moche, hi ha evidències que durant el període V de Moche (que coincideix amb l'expansió wari) els patrons arquitectònics dels moches canviaren, com mostren les restes arqueològiques de «Pampa Grande» i «Galindo».
En el cas de Lambayeque, a més de la influència moche i wari, hi convergeixen la cultura Cajamarca i altres formes locals, però hi ha evidències de la presència wari fins al 850, quan floreix en aquesta zona la cultura Lambayeque, a la qual Shimada denomina «Sicán». Aquesta cultura centra la religió en un déu denominat «Naylamp», que no té trets ni influències tiahuanaco.

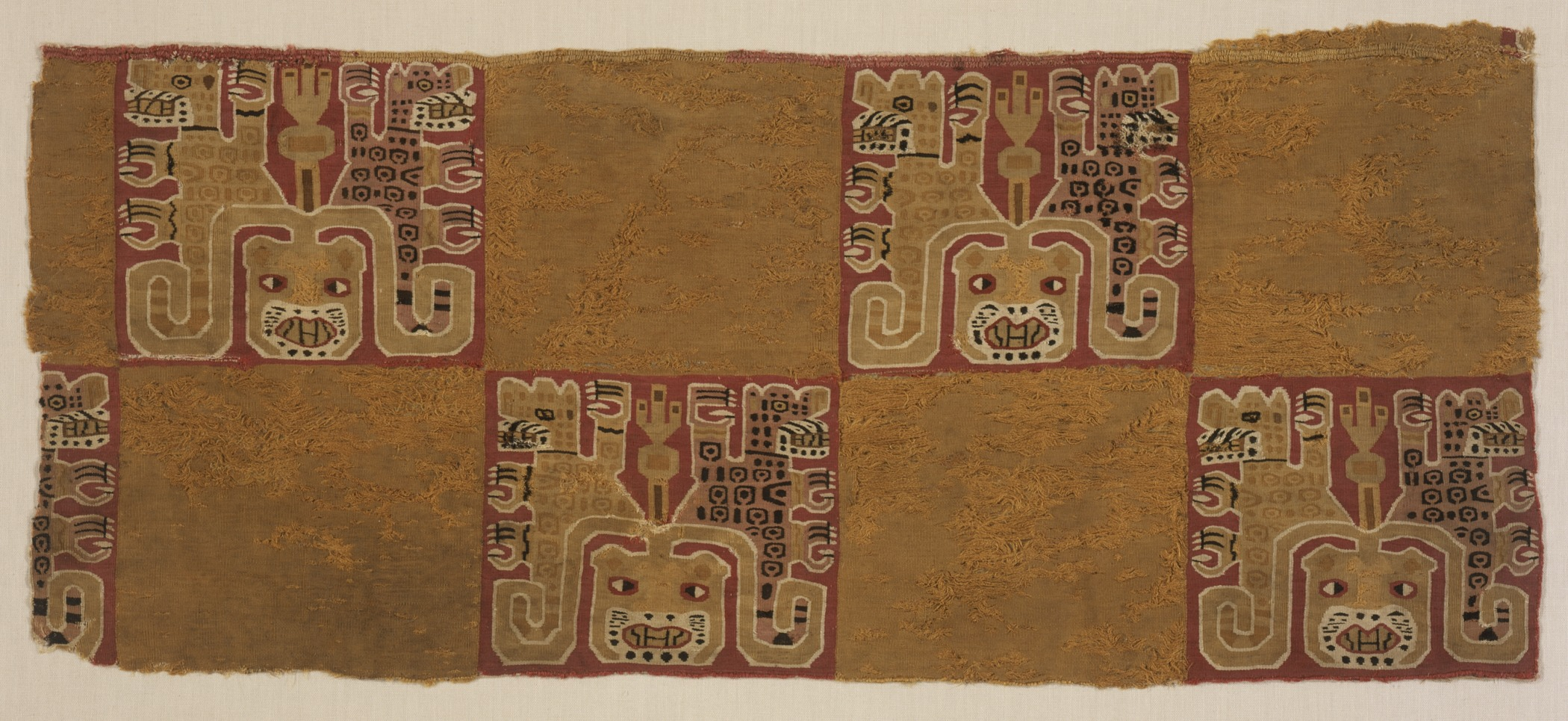
Teler wari. 600-800.

Més al sud, a Pachacamac, el seu oracle pren importància durant el període 2 de Wari. Segons John Rowe, Pachacámac pogué nàixer com una colònia que mantenia vincles amb Wari. No s'ha trobat, però, a Pachacamac la clàssica arquitectura wari. Segons alguns autors Pachacámac s'independitza de Wari, tot i que altres associen la presència wari en la representació d'un ésser mitològic denominat «El griu de Pachacámac» de trets ornitomorfs; segons les recerques de Menzel, els orígens d'aquest personatge són a Qonchopata; altres autors argumenten els seus vincles iconogràfics amb Tiwanaku. Després de l'ocàs wari, l'oracle de Pachacamac continua prevalent fins i tot fins al temps dels inques, del qual queden les restes més evidents del jaciment.
Un altre cas d'incursió podria donar-se a Cajamarquilla, el qual mostra evidències d'haver estat ocupat abans, per això alguns autors afirmen que va ser deshabitat abans dels wari i reutilitzat per aquests; altres autors neguen la incursió wari a Cajamarquilla.

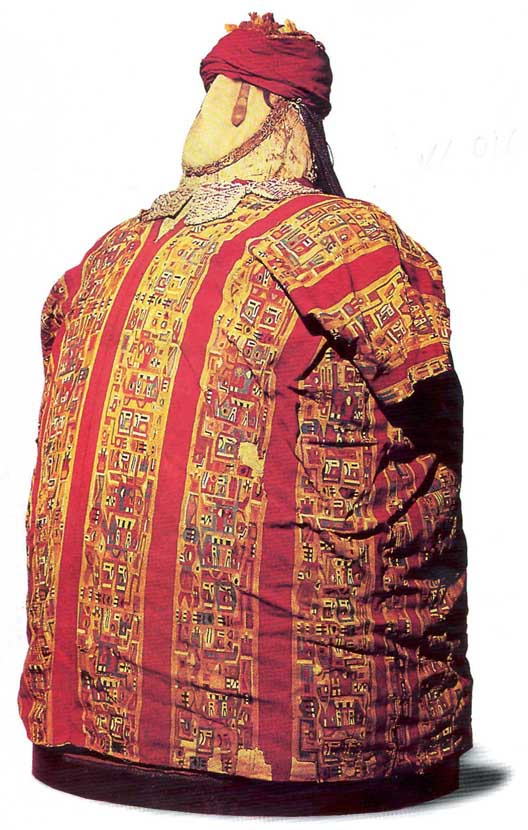
Fardell funerari wari

L'agost de 2008 es trobà un fardell funerari wari a Huaca Pucllana, i se li denominà «La Dama de la Màscara»: demostraria que van conquistar la cultura Lima en els seus anys de decadència.

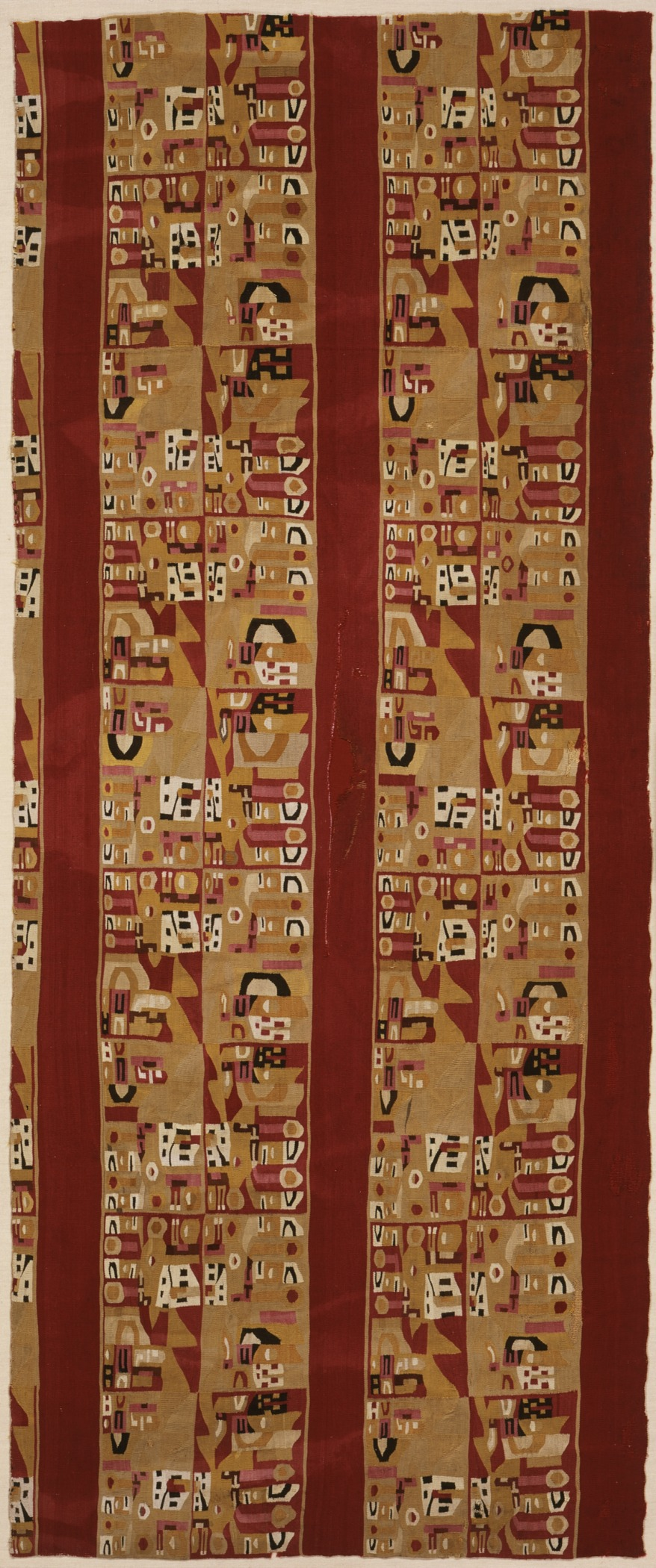
Fragment de la túnica d'un home (600-850)

### Incursió wari en la selva
L'interés dels wari per la selva està lligat al consum i producció de la coca. Hi ha evidències de la introducció de la cultura wari a la conca del riu Apurímac; aquesta incursió es feu per conrear d'àrees de coca i els cultius es donaren als llocs de «Vista Alegre» i «Palestina», tots dos investigats per S. Raymond.
«Vista Alegre» i «Palestina» foren dos centres construïts sota els patrons arquitectònics clàssics wari, i tenien una extensió entre 15 i 30 hectàrees i al seu torn articulaven altres centres administratius més petits de la conca de l'Apurímac. Aquests dos centres disten 20 km l'un de l'altre; «Vista Alegre» al marge esquerre riu avall i «Palestina» al marge contrari; les seues restes arqueològiques no estan ben conservades, però la ceràmica trobada se sembla a la trobada a Jargampata i Wari; d'altra banda, les seues construccions quadrangulars i els seus edificis ortogonals són clàssics de l'arquitectura wari.
La colonització de la selva per part dels wari fou una tasca costosa per ser un territori de difícil accés, i això demostra una administració eficient i un poder molt centralitzat.
A més de la coca, també es creu que els wari s'interessaren en els cultius de cotó, plomes i aus exòtiques, micos, plantes al·lucinògenes i potes de tapir, perquè aquests elements estan associats a l'art i la cultura a la ciutat de Wari.

### Economia i política
La societat wari no tenia possessió de moneda ni de mercat, l'estat monopolitzava el proveïment, producció i distribució dels principals recursos. A més a més, els wari feren servir diferents modes de producció, tributació i intercanvi; el control de l'economia s'assolia amb l'establiment de centres administratius provincials.
El maneig polític era diferent en l'àmbit nacional i internacional, tenint en compte que els wari convivien amb una altra entitat política i religiosa complexa com era Tiahuanaco, al sud.
Wari inclogué el sistema d'adjudicació de treball. Es pensa que va donar origen a la mita (tribut). Exigia tributs en treball (dies de treball per a l'estat), es repartien les hores i la faena i es retribuïa amb aliment i allotjament. Aquesta forma d'organització laboral després l'adoptaren els inques.

## Metal·lúrgia
Hi ha vestigis de treballs metal·lúrgics wari en or, coure i bronze, emprant tècniques de buidatge, forja, laminatge, martellat i repujat.
Alguns autors sostenen que el treball metal·lúrgic de Wari tenia antecedents tiahuanacotes, quant a les tècniques usades; d'altres sostenen que la metal·lúrgia de Wari té els orígens a Waywaka, un jaciment arqueològic d'Andahuaylas, investigat per Grossman, on aparegueren peces de metall molt antigues.
Alguns dels treballs metal·lúrgics més complexos de la cultura wari els trobà a Conchopata Denise Pozzi-Escot
i foren analitzats per Ríos. És un taller metal·lúrgic dedicat al treball de l'or i el coure, el principal producte del qual eren els «tupus» o «topos»; la quantitat d'aquests «tupus» és abundant a Conchopata, però aquests tupus de trets semblants també aparegueren a Huamachuco, Jargampata i Azángaro, per això es pensa que Conchopata fou un centre de producció a gran escala d'aquests objectes.

## La ciutat de Wari

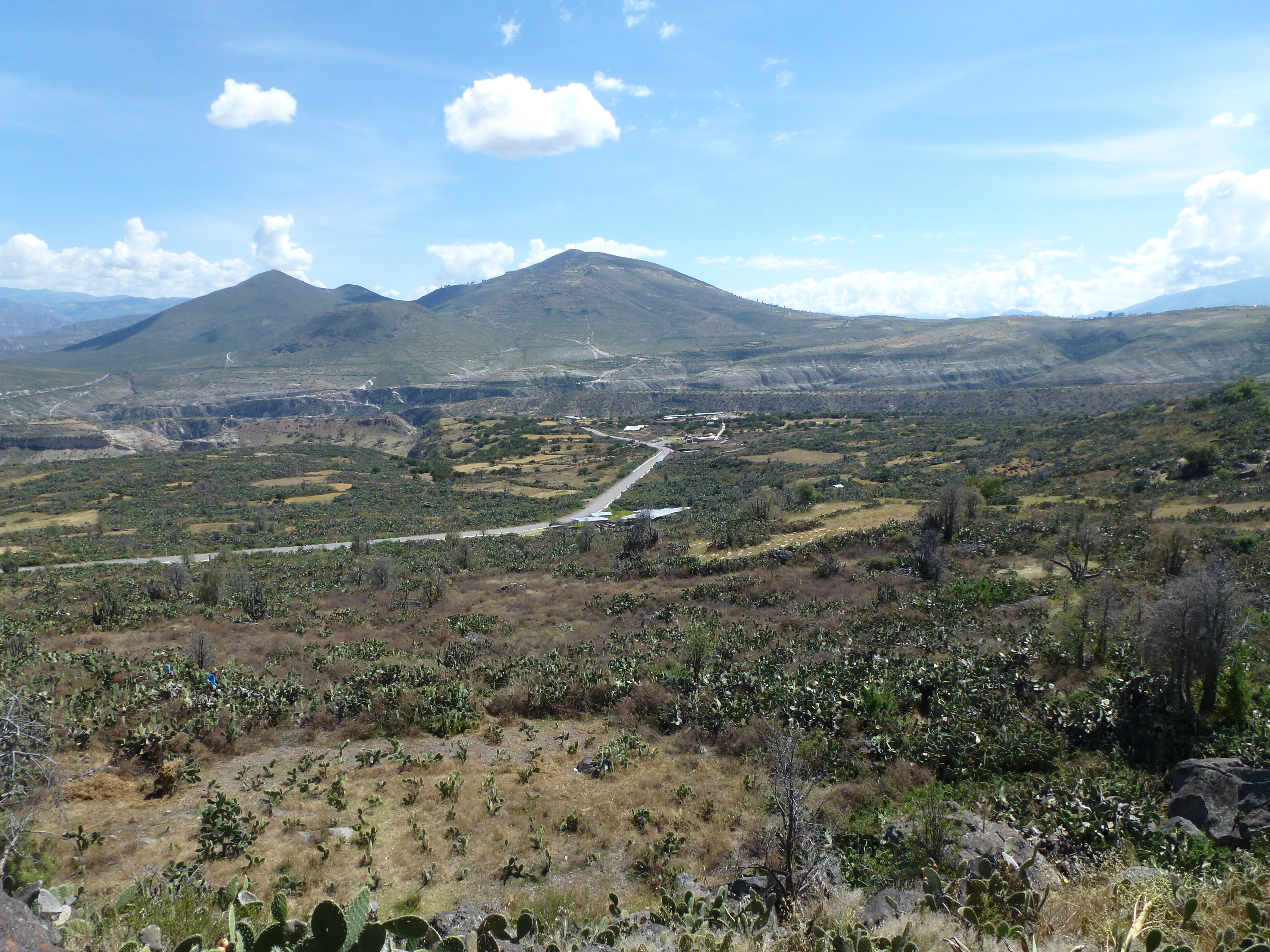
Vista del complex arqueològic Wari

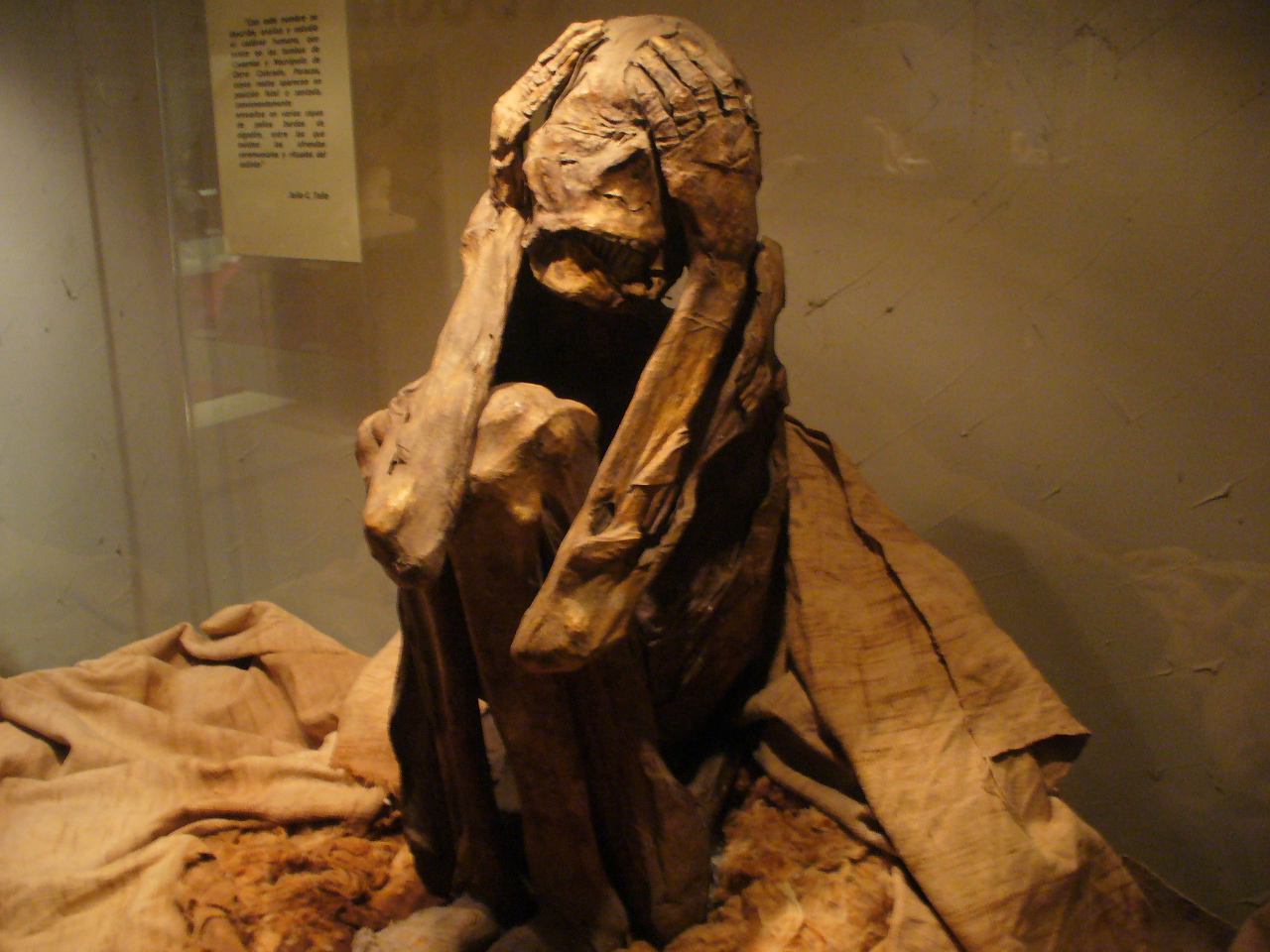
Mòmia wari al Museu Antropològic

Wari fou la capital de l'estat del mateix nom. Es troba a uns 15 km de l'actual ciutat d'Ayacucho. El nucli urbà de Wari tenia durant l'«època 2» una àrea d'unes 2.000 hectàrees (la seua major expansió) de la qual queden com a vestigis arqueològics alguns carrerons amb temples emmurallats, patis ocults, tombes reials i edificis d'habitatges de diversos pisos que formen ara el conjunt arqueològic Wari.
La majoria dels edificis estaven coberts amb algeps blanc, i així la ciutat resplendia al sol de les muntanyes.
A mesura que la població creixia (alguns arqueòlegs pensen que arribà a uns 70.000 habitants), arribà a ser la seu del poder polític.
Inicialment la ciutat degué ser un centre administratiu amb funcions polítiques i religioses.
Segons l'evidència arqueològica, la cultura wari declina cap al 1000, i es desconeix com i per què fou abandonada.
Davant la baixa productivitat de la terra es feren importants obres de canalització i drenatge i sobretot es crearen bancals agrícoles que ampliaren la superfície cultivable.
Aquestes terrasses, construïdes als vessants dels turons, solen situar-se prop dels nuclis urbans, principals i secundaris, per satisfer-ne les necessitats de consum.

### Sectors de la ciutat
Alguns investigadors de la cultura wari han dividit la zona central de l'assentament (que abasta 18 km²) en 12 sectors:

#### Monqachayoc
En aquest sector hi ha galeries subterrànies amb sostres formats per grans blocs de pedra d'una sola peça i parets recobertes amb lloses allargades, a més d'uns tubs llaurats en pedra que se sospita que s'empraren per a transportar aigua a la ciutat. Monqachayoc s'utilitzava amb finalitats funeràries perquè conté mausoleus, galeries subterrànies, un pati enfonsat i fosses. La principal troballa d'aquest sector fou un mausoleu construït amb pedres finament llaurades que formen compartiments orientats a un espai central a una fondària de 8 m dins una estructura arquitectònica en forma de “D”. Lamentablement, cap de les tombes trobades fins ara estava intacta.
Vegachayuq Mogo
És una àrea cerimonial important de Wari. La troballa d'una arquitectura especial, sense precedents a l'àrea, a març de 2015, fa pensar en una probable capital de la cultura huarpa.

#### Capillapata
És un sector format per grans murs dobles de 8 i 12 m d'alçada.
A la base té un ample de 3 m i al cim entre 0,80 i 1,20 m, i 400 m de llarg.
Aquests murs formen grans tancats.

#### Turquesayoc
Anomenat així per la presència de restes de turquesa, en grans de collaret o petites escultures.
A causa de l'alta concentració d'aquest material es creu que en aquest sector n'hi havia els tallers.

#### La Casa de Blas
Per tota l'àrea hi ha escampats abundants restes d'objectes lítics, com puntes de projectil, punxons i pedrenyals.
La principal matèria primera n'era l'obsidiana, el sílex i la pelvis de conill porquí.

#### Canterón
S'anomena així perquè es creu que aquest sector s'usà com a pedrera.

#### Ushpa Qoto
Són un grup d'edificis propers a una plaça.
Hi ha tres muralles grans que corren de forma paral·lela, estructures semicirculars i ambients subterranis.

#### Robles Moqo
Aquesta zona mostra tests de ceràmica i objectes lítics fragmentats.
Un estil de ceràmica característic de wari pren el nom de Robles Moqo, ja que s'aïllà tenint en compte els fragments trobats en aquest sector per un guia local anomenat Robles.

#### Campanayoq
Conté recintes circulars i trapezoïdals.
Estan en mal estat de conservació, totalment derruïts, sols se'n poden identificar els fonaments.

#### Trankaqasa
Inclou 16 petròglifs gravats en pedra.
Es van llaurar solcs sobre superfícies planes que després es poliren lleument.
Hi apareixen línies concèntriques, volutes, serps, cercles i figures geomètriques.

#### Ushpa
Ací s'han trobat figures humanes modelades que delatarien àrees de serveis, obradors i magatzems.

#### Gálvezchayoq
És una cavitat circular d'11 m de diàmetre i 10 de profunditat, excavada.
A l'interior hi ha dos túnels que tenen orientació nord i sud respectivament.

#### Churucana
Conté murs semblants als de Capillapata, que formen recintes trapezoïdals i rectangulars.

## Llocs provincials de la cultura wari
Altres centres provincials dels wari foren:

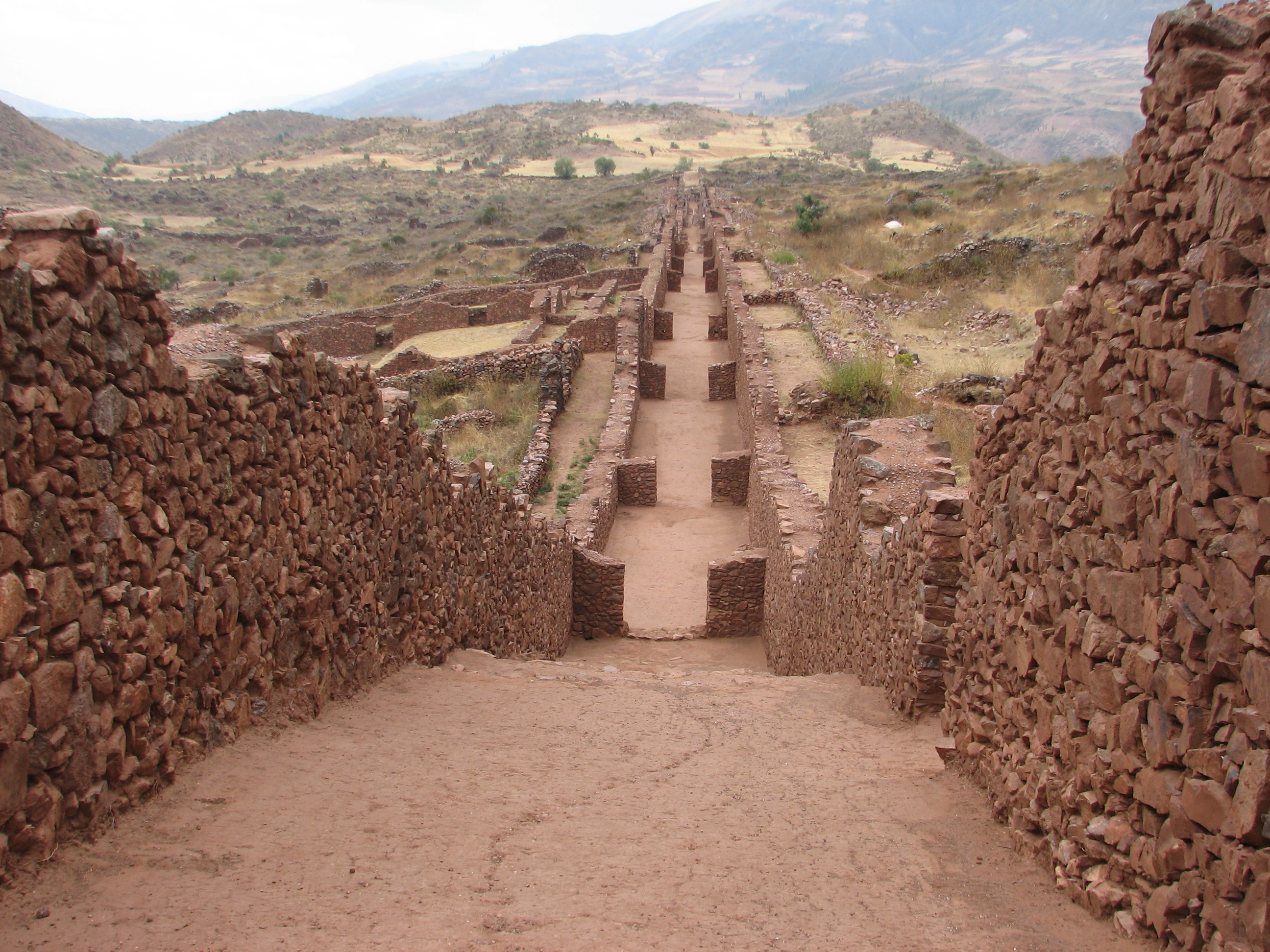
Centre administratiu de Pikillaqta, construït per la cultura wari en el Cusco

- Ichabamba
- Wiracochapampa
- Honqo pampa
- Huilcahuaín
- Huarihuilca
- Chimú Cápac
- Socos
- Pachacámac
- Maymi
- Pacheco
- Atarco
- Azángaro
- Conchopata
- Jargampata
- Vista Alegre
- Palestina
- Jincamoqo
- Pikillaqta
- Cerro Baúl
- Espíritu Pampa (Vilcabamba).

### Castell de Huarmey

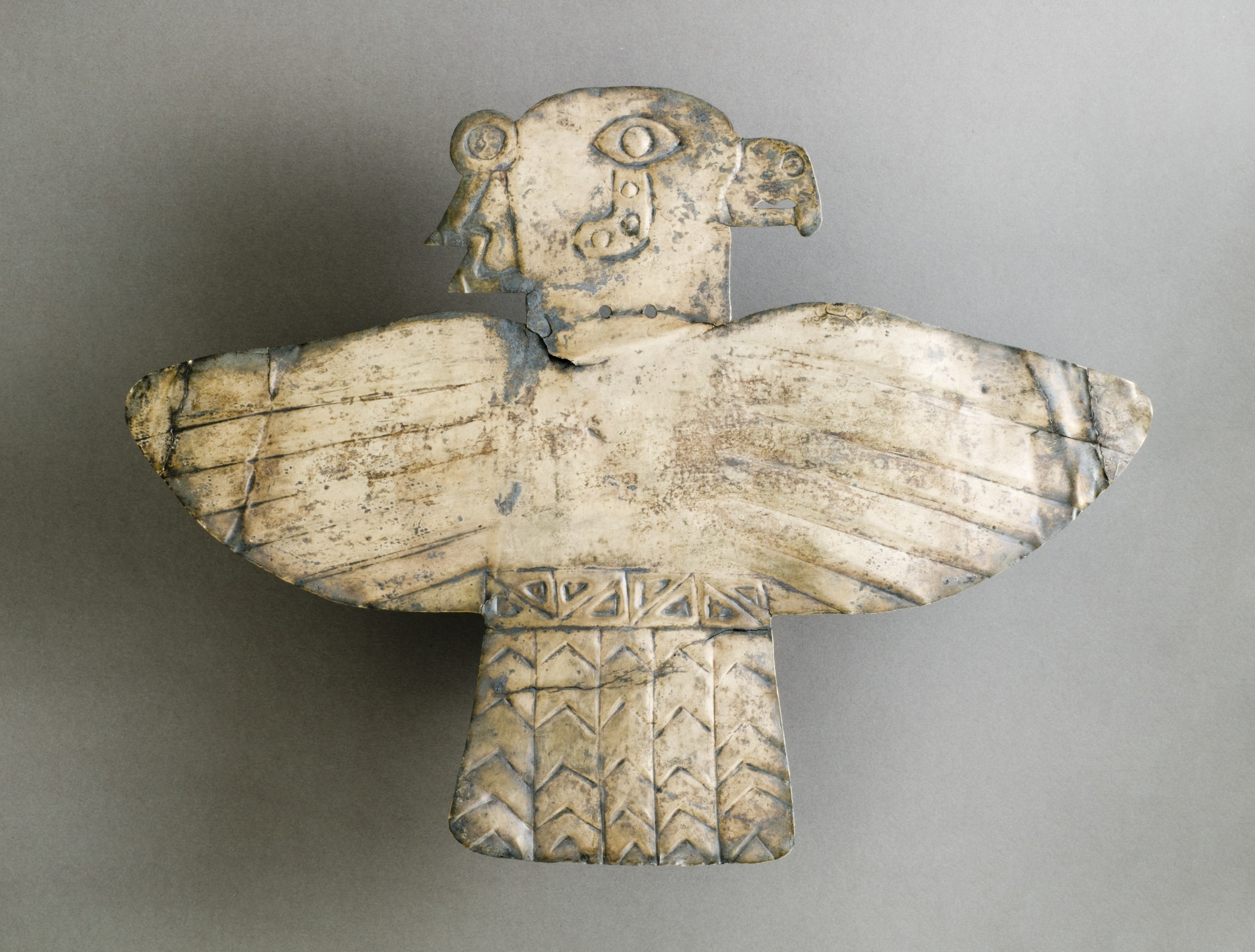
Placa wari en forma de còndor (600-900)

Al setembre de 2012, uns arqueòlegs excavaren entre els enderrocs que encara quedaven a la part més alta de la piràmide esglaonada. En netejar els pous s'adonaren que en el fons s'estenia una capa de runa (pedretes) d'uns 100 cm de grossor. Es va retirar aquesta capa, el pes total de la qual era d'unes 33 tones. Al davall hi havia sis esquelets humans que serien ofrenes, però també hi aparegué la cambra funerària amb un ric aixovar, la primera de la cultura wari trobada intacta. Aquesta cambra fa 4,5 m de llarg, 3,5 d'ample i 1,5 de profunditat, i guardava 57 fardells amb ossades en posició asseguda. Al costat nord de la cambra hi havia tres petites tombes que correspondrien a dones de la noblesa wari. Totes tenien joies que demostraven la classe social, però la del centre semblava tenir més importància. Serien probablement les esposes principals. Les altres ossades, en nombre de 57, serien d'altres dames nobles, potser les esposes secundàries o membres de la cort, soterrades juntes.
S'hi trobaren associats alguns objectes, com orelleres d'or, argent i d'aliatges metàl·lics, recipients de ceràmica, objectes de pedra tallada, ganivets cerimonials, un quero de pedra de Huamanga, agulles, cabdells de colors, entre d'altres, un total de 1.200 objectes en bon estat de conservació, d'inconfusible estil wari. Totes aquestes troballes es donaren a conéixer al juny de 2013.

## El Senyor de Wari
És una troballa arqueològica publicada al febrer de 2011.
A Vilcabamba, departament de Cusco, es trobà un conjunt funerari en la tomba principal del qual, pertanyent a un dignatari de l'Imperi wari, aparegué un pectoral, una màscara d'argent, 223 grans del mateix metall, 17 peces d'or i més de 100 peces de ceràmica.
La troballa del Senyor Wari de Vilcabamba s'ha comparat en importància a la del Senyor de Sipán.